# 哈特福德 (堪薩斯州)
哈特福德（英語：Hartford）是一個位於美國堪薩斯州萊昂縣的城市。

## 地方資料
根據2020年美國人口普查的數據，哈特福德的面積為1.03平方千米，當中陸地面積為1.03平方千米，而水域面積為0.00平方千米。當地共有人口35人，而人口密度為每平方千米33.98人。